# チバザポーク
チバザポークは千葉県内で生産される銘柄豚肉に対する総称。県で統一名称とキャッチコピーを定めた日本初の事例となる。

## 概要
千葉県の養豚は1830年ごろから始まったと言われており、大正時代には年間1000頭の種子豚を管理する設備が設けられ、現在の千葉県の養豚の基礎となっている。2017年時点では、千葉県全体で年間約66万頭が飼育されており、これは鹿児島県、宮崎県に次いで日本3位の頭数となっている。
しかしながら、千葉県産豚肉の知名度は高くなく、知名度向上と消費量向上を目的として、千葉県では2007年9月に豚肉の生産者、販売業者、消費者とで「県産豚肉販売促進協議会」を設立し、検討と協議を行った。その結果、県で統一名称とキャッチコピーを決めるというアイデアが出され、統一名称を「チバザポーク」に、キャッチコピーを「旨さが多彩」にすることが決まった。なお、こういった取り組みは日本初の事例であった。
2008年2月22日に幕張メッセ国際会議場2階コンベンションホールにて開催された「ちばの恵み新発見 見本市・商談会」（主催:ちばの「食」産業連絡協議会）で、統一名称とキャッチコピーの発表会が開催された。

## 銘柄の例
2021年時点で22銘柄がある。
- ダイヤモンドポーク - 千葉県産サツマイモを飼料として育てた中ヨークシャー種[3][5]。
- 恋する豚 - 「豚が恋するほど快適な環境での飼育」がコンセプト[1][5]。
- 元気豚 - 飼育段階で豚にストレスを与えないよう最大限に配慮している[1]。
- 房総ポーク - 肥育期にビタミンEや海藻粉末を加えた専用飼料を与える[1]。
- 林SPF - Specific Pathogen Free、特定病原微生物を持たない状態で生育された豚[1]。
- 東の匠SPF豚 - 同上[5]。
- 柏幻霜ポーク - 食パンを中心とした独自配合のオリジナル飼料で育てている[1][5]。
- 千葉県産いもぶた - イモ類を与えて育てられている[1][5]。